# Knös
Knös är en i svenska kyrko- och lärdomshistorien berömd släkt. Den härstammar från en bonde vid namn Olof Andersson, som föddes omkring 1605 och som dog omkring 1662. Olof Andersson var bonde på hemmanet Knorren eller Knörren i Hangelösa socken i Västergötland. 
Olof Anderssons son Börge (1632–1711), som var hejderidare eller jägmästare över hela Älvsborgs län, tog sig namnet Knös. Skälet till namnvalet kan vara att statens skogsförvaltning var militärt organiserad och detta gjorde att Börge behövde ett soldatnamn och ett namn som gav status och pondus i yrkesrollen; knös kan härledas ur fornsvenskans knusa, som betyder ’krossa’, ’slå sönder’ eller ’framstående man’. Börge Knös var gift med Gunnur Lechander (1648–1711) och de fick fyra barn: Christina (gift Bergendahl), Olof, Petter och Brita (gift Högberg och Liljedahl).
De nu levande personer i Sverige som bär namnet Knös är ättlingar till Börges son Olof.

## Kända medlemmar
- Olof Börgesson Knös
- Andreas Knös
- Birger Persson Knös
- Olof Andersson Knös
- Carl Johan Knös
- Carl Johan Knös (ingenjör)
- Gustaf Knös
- Thekla Knös
- Per Knös
- Anders Erik Knös
- Olof Vilhelm Knös
- Börje Knös